# Alexius I.

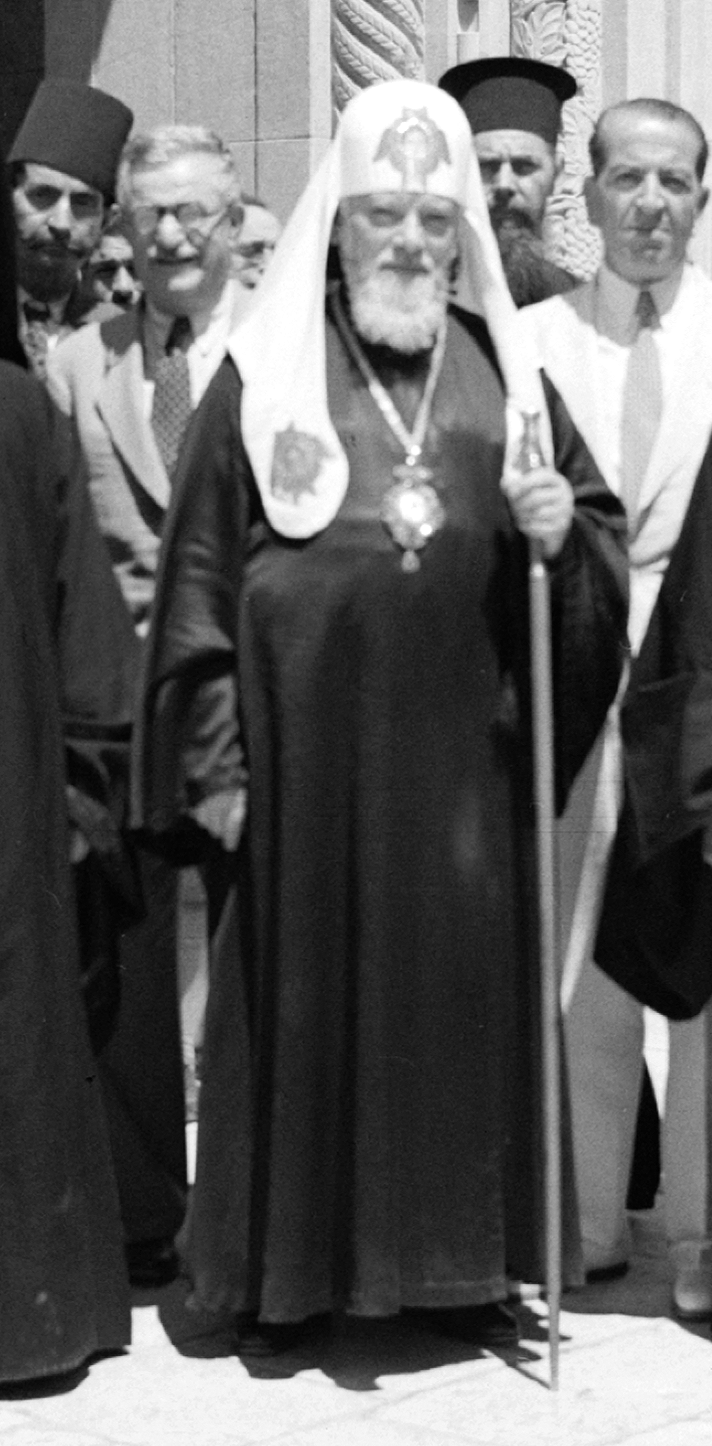
Patriarch Alexius I. von Moskau und der ganzen Rus

Alexius I. (kirchenslawisch eigentlich Алеѯій/Alexij; * 27. Oktoberjul. / 8. November 1877greg. in Moskau; † 17. April 1970 in Peredelkino bei Moskau) war als 13. Patriarch von Moskau und ganz Russland von 1945 bis 1970 Oberhaupt der Russisch-Orthodoxen Kirche.

## Leben
Alexius wurde als Sergei Wladimirowitsch Simanski in eine begüterte Adelsfamilie hineingeboren. Sein Vater war Jurist und höherer Beamter, der sich früh zur Ruhe setzte. Sergei strebte zunächst offenbar dieselbe Laufbahn an und studierte Rechtswissenschaften an der Universität Moskau, bevor er sich zu Mönchtum und Theologiestudium entschloss. Nach einer Zeit als Lehrer und Rektor eines theologischen Seminars wurde er 1913 zum Bischof geweiht.
Nach der Revolution war er mehrfach in Haft, u. a. in der Verbannung in Kasachstan; ab 1926 Bischof von Nowgorod schloss er sich dem Metropoliten Sergij an, dem späteren Patriarchen Sergius I., der für eine Kooperation mit dem Sowjetstaat eintrat. Dieser Linie ist er zeitlebens treu geblieben.
Dabei lässt sich das Eintreten des theologisch Konservativen für die Kooperation mit der atheistischen Staatsmacht auf Grund vieler nationalreligiöser Äußerungen in eine entsprechende nationalbewusste Tradition der Russisch-Orthodoxen Kirche einordnen.
1933 wurde Alexius Metropolit von Leningrad. Als solcher gehörte er zu den Kirchenführern, die Josef Stalin 1943 empfing, um mit ihnen die Reorganisation der Kirche und unter anderem die Wahl eines neuen Patriarchen zu besprechen, nachdem das Patriarchat seit 1925 vakant war. Stalin suchte durch das Entgegenkommen gegenüber der Kirche deren Unterstützung im Kampf gegen das nationalsozialistische Deutschland.
Am 2. Februar 1945 wurde Alexius als Nachfolger Sergius’ I. zum Patriarchen von Moskau und ganz Russland gewählt. Er übte dieses Amt 25 Jahre lang bis zu seinem Tode aus und war damit der am längsten amtierende Patriarch in der Geschichte der russischen Kirche.

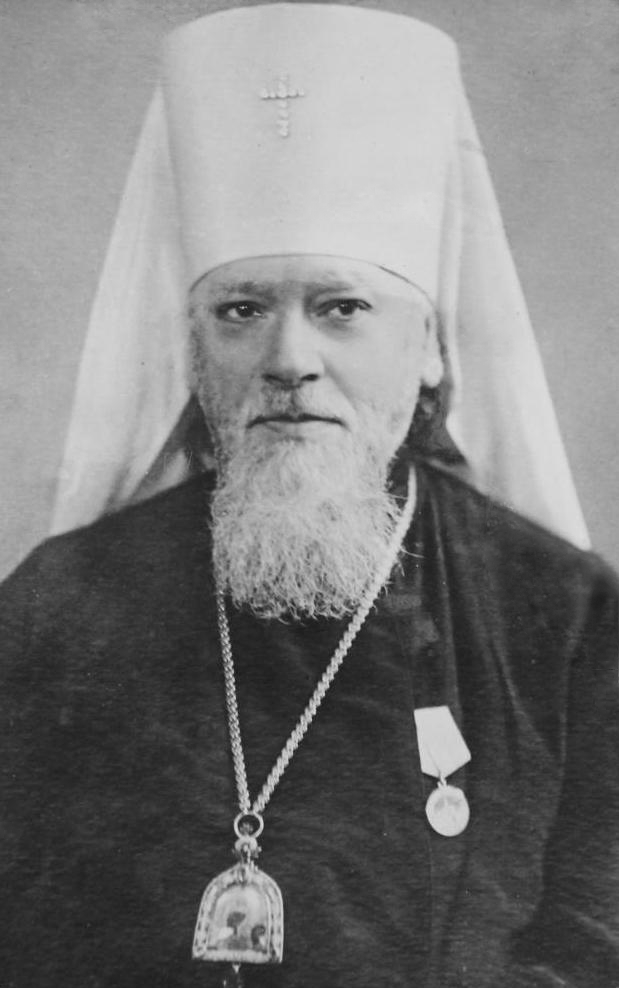
Patriarch Alexius I. als Metropolit von Leningrad

In seine Amtszeit fielen die erneuten Verschärfungen des staatlichen Drucks auf die Kirche unter Chruschtschow; zugleich aber trat die Russisch-Orthodoxe Kirche unter seinem Patriarchat dem Ökumenischen Rat der Kirchen bei. Er war Mitglied der Christlichen Friedenskonferenz, an deren I. Allchristlichen Friedensversammlung 1961 in Prag er sich beteiligte. Er wurde in deren Beratenden Ausschuss gewählt. Am 16. Dezember 1969 verfügte das Moskauer Patriarchat die Zulassung der Katholiken zu allen Sakramenten der russisch-orthodoxen Kirche mit Ausnahme des Sakramentes der Priesterweihe. Die entsprechende Instruktion sei der „bedeutendste“ Schritt, „der jemals seitens der russischen Kirche in bezug auf die Annäherung an Rom gemacht wurde“, urteilte ein katholischer Ökumeniker.
Alexius I. starb hochbetagt, aber plötzlich und unerwartet. Beigesetzt wurde er in der Uspenski-Kathedrale im Dreifaltigkeitskloster von Sergijew Possad, damals Sagorsk. An seiner Beisetzung nahm Johannes Kardinal Willebrands als Vertreter des Vatikans teil.